# مبارز همه‌فن‌حریف
مبارز همه‌فن‌حریف (به انگلیسی: Gorgeous) فیلمی درام، رزمی و اکشن ساخته ۱۹۹۹ میلادی هنگ کنگ و تایوان است.

## داستان
بو دختر جوان و با نشاط از تایوان با مردی به نام چان در هنگ کنگ آشنا می‌شود…

## بازیگران
- جکی چان
- شو چی

### جوایز
- ۲۰۰۰ جایزه فیلم هنگ کنگs
  - Nomination: Best Action Choreography (جکی چان،  Jackie Chan Stunt Team)